# Са Джэ Хёк
Са Джэ Хёк (кор. 사재혁?, 史载赫?; 29 января 1985, Хончхон, Канвондо, Республика Корея) — южнокорейский тяжелоатлет. Олимпийский чемпион игр 2008 года.

## Карьера
Двукратный золотой призёр чемпионата мира среди юниоров 2005 года, на первом для себя взрослом чемпионате мира 2007 года занял 5 место. На Олимпийских играх 2012 года получил травму в рывке на весе 162 кг и не смог побороться за награды..
В начале 2016 года Са Джэ Хек дисквалифицирован на 10 лет Федерацией тяжелой атлетики Южной Кореи (KWF) за избиение в баре другого штангиста.